# Федорович, Валерий Валерьевич
Вале́рий Вале́рьевич Федоро́вич (род. 21 ноября 1977, Марьина Горка) — учредитель независимой кинокомпании «Место силы» (с 12 января 2021), экс-руководитель кинокомпании 1-2-3 Production (2019—2022), экс-директор телеканала «ТВ-3» (2016—2021), экс-заместитель генерального продюсера телеканала ТНТ (2011—2016), продюсер, сценарист.

## Биография
В 2001 году окончил факультет кибернетики МИФИ.
В 2004 году окончил факультет кинодраматургии ВГИКа (мастерская Александра Бородянского).
С 2004 по 2011 год был главным редактором и продюсером кинокомпании СТВ, где работал над созданием более 20 проектов, среди которых: полнометражные фильмы «Жмурки», «Мне не больно», «Монгол», «Бумер. Фильм второй», «Каменная башка», «Бабло», «Дом»; телесериал «Баллада о бомбере»; анимационный фильм «Илья Муромец и Соловей-Разбойник» и другие.
С 2011 по 2016 год являлся заместителем генерального продюсера канала ТНТ. При непосредственном участии Валерия Федоровича на российском телевидении появились такие проекты, как «Сладкая жизнь», «Чернобыль. Зона отчуждения», «Закон каменных джунглей», «Измены», «Пьяная фирма», «Остров», «Полицейский с Рублёвки» и другие.
С 5 декабря 2016 по 31 декабря 2021 года был директором телеканала «ТВ-3», где занимался кино- и телепродюсированием проектов «Гоголь», «Обычная женщина», «Мёртвое озеро» и других.
С 21 февраля 2019 года был одним из руководителей 1-2-3 Production (бывшая PREMIER Studios). 23 марта 2022 года было объявлено, что после завершения работы над несколькими уже запущенными проектами Федорович покинет компанию.
С 12 января 2021 года является одним из учредителей независимой российской кинокомпании «Место силы», которая занимается поиском и разработкой авторских сценариев, производством режиссёрских фильмов и приобретением интеллектуальных прав на контент, как в России, так и за рубежом.

## Награды
- 2016 год — премия Ассоциации продюсеров кино и телевидения в номинации «Лучший телевизионный мини-сериал (5-24 серии)» за телесериал «Измены»; премия «ТЭФИ 2016» в номинации «Телевизионный фильм/сериал» за телесериал «Измены»; телесериалы «Остров» и «Чернобыль: Зона отчуждения» были представлены на международном кинорынке MIPTV в рамках престижной международной сессии Fresh TV Fiction.
- 2017 год — премия Ассоциации продюсеров кино и телевидения в номинации «Лучший телевизионный фильм (1-4 серии)» за телесериал «Пьяная фирма».
- 2018 год — специальный приз премии Ассоциации продюсеров кино и телевидения «За успешный кинопрокат телесериала» за фильм «Гоголь. Начало»; премия «Медиа-менеджер России 2018» в категории «Электронные СМИ» — «Телевидение» / «Федеральные Эфирные каналы»[18]; лауреат VI Национального кинофестиваля дебютов «Движение» в конкурсе сериале «Движение. Навстречу» за сериал «Мёртвое озеро»; премия «ТЭФИ 2018» в номинации «Событие телевизионного сезона» за фильм «Гоголь. Начало».
- 2019 год — премия Ассоциации продюсеров кино и телевидения в номинации «Лучший телевизионный мини-сериал (5-24 серий)» за телесериал «Обычная женщина»; премия «ТЭФИ 2019» в номинации «Телевизионный продюсер сезона» за телесериал «Обычная женщина».

## Творческие достижения

### Фильмы

#### Продюсер
- 2011 — «Суперменеджер, или Мотыга судьбы»
- 2016 — «Жених»
- 2017 — «Гоголь. Начало»
- 2018 — «Гоголь. Вий»
- 2018 — «Гоголь. Страшная месть»
- 2018 — «Полицейский с Рублёвки. Новогодний беспредел»
- 2019 — «Чернобыль. Зона отчуждения» (PREMIER)
- 2019 — «Верность»
- 2019 — «Аванпост»
- 2019 — «Полицейский с Рублёвки. Новогодний беспредел 2»
- 2020 — «Гроза» (PREMIER)
- 2020 — «Фея» (КиноПоиск HD)
- 2020 — «Маша»
- 2021 — «Нуучча»
- 2021 — «Нас других не будет» (документальный)
- 2022 — «Здоровый человек»
- 2026 — «Метро 2033» (в производстве)

#### Сценарист
- 2008 — «Каменная башка»
- 2010 — «Всё в порядке, мама!»

#### Редактор
- 2006 — «Добрыня Никитич и Змей Горыныч»
- 2007 — «Илья Муромец и Соловей-Разбойник»

### Телесериалы

#### Режиссер
- 2020 — «Перевал Дятлова» (ТНТ, PREMIER)

#### Продюсер и сценарист
- 2013 — «Студия 17» (ТНТ)
- 2013 — «Неzлоб» (ТНТ)
- 2014 — «В Москве всегда солнечно» (ТНТ)

#### Продюсер
- 2011 — «Баллада о бомбере» (Первый канал)
- 2013 — «Моими глазами» (ТНТ)[19]
- 2014 — «Сладкая жизнь» (ТНТ)
- 2014 — «Чернобыль. Зона отчуждения» (ТНТ)
- 2015 — «Легко ли быть молодым?» (ТНТ)
- 2015 — «Закон каменных джунглей» (ТНТ)[20]
- 2015 — «Измены» (ТНТ)[21]
- 2016 — «Остров» (ТНТ)
- 2016 — «Полицейский с Рублёвки» (ТНТ)
- 2016 — «Кризис нежного возраста» (ТНТ)
- 2016 — «Пьяная фирма» (ТНТ)
- 2017 — «Полицейский с Рублёвки в Бескудниково» (ТНТ)
- 2017 — «Чернобыль. Зона отчуждения 2» (ТВ-3)[22]
- 2018 — «Полицейский с Рублёвки. Снова дома» (ТНТ)
- 2018 — «Полицейский с Рублёвки. Мы тебя найдём» (ТНТ)
- 2018 — «Бонус» (ТНТ-PREMIER)
- 2018 — «Обычная женщина» (ТВ-3)
- 2019 — «Мёртвое озеро» (ТНТ-PREMIER)
- 2019 — «Гоголь»
- 2019 — «Толя-робот» (ТНТ)
- 2019 — «Учителя» (ТНТ-PREMIER)
- 2019 — «Колл-центр» (PREMIER)
- 2019 — «Полярный» (ТНТ)
- 2019 — «Эпидемия» (PREMIER)
- 2020 — «СидЯдома» (PREMIER)
- 2020 — «Агентство О.К.О.» (ТВ-3)
- 2020 — «Игра на выживание» (ТНТ, PREMIER)
- 2020 — «Аванпост» (ТВ-3, PREMIER)
- 2020 — «Перевал Дятлова» (ТНТ, PREMIER)
- 2021 — «Полёт» (ТНТ, PREMIER)
- 2021 — «Документалист. Охотник за призраками» (ТВ-3, PREMIER)
- 2021 — «Маньячелло»
- 2021 — «Вне себя» (PREMIER, ТНТ)
- 2022 — «Идентификация» (PREMIER, ТНТ)
- 2022 — «Нереалити» (PREMIER, Kion, ТВ-3)
- 2022 — «Капельник» (PREMIER, ТНТ)
- 2022 — «1703» (Okko, ТНТ)
- 2023 — «Сны Алисы» (Premier, ТВ-3)

#### Сценарист
- 2010 — «Астана — любовь моя» (Хабар)

#### Актёр
- 2019 — «Мылодрама» (Пятница!) — камео

### Программы

#### Продюсер
- 2017 — «Быть или не быть» (ТВ-3)[23]
- 2018 — «Искусство кино» (ТВ-3)
- 2018 — «Всё, кроме обычного» (ТВ-3)
- 2018 — «Знания и эмоции» (ТВ-3)
- 2019 — «Последний герой. Актёры против экстрасенсов» (ТВ-3)[24]
- 2020 — «Последний герой. Зрители против звёзд» (ТВ-3)
- 2021 — «Последний герой. Чемпионы против новичков» (ТВ-3)